# 성좌의 대외 관계

성좌의 수교 현황

이 문서는 성좌 또는 교황청의 대외 관계에 대해 설명한다.
성좌는 국제 사회에서 다양한 분야에서 활동한다. 성좌는 외교 사절을 파견하거나 접견할 권리가 있는데 이는 일반적으로 국제법에 따라 인정된다. 교황이 바티칸 시국의 국가원수이기는 하지만 성좌가 여러 나라와 외교 활동을 전개할 때에는 주권 국가로서의 바티칸 시국의 자격이 아니라 주권 국가로서의 성좌(교황청)의 자격으로 이루어진다는 점에 유의해야 한다.
"바티칸 외교 사절단"이라는 용어는 성좌(교황청)의 외교 업무와 대조적으로 성좌(교황청)에서 파견한 모든 외교관을 지칭하는 것이지 다른 국가나 국제 기구에 성좌(교황청)의 이익을 대변하는 외교관을 지칭하는 것이 아니다. 1961년부터 성좌(교황청)의 외교관들은 외교 관계에 관한 빈 협약에 따른 외교특권을 누리고 있다.

## 각국과의 관계
비국가 주권 실체이자 국제법의 완전한 주체인 성좌는 15세기에 주권 국가들과 외교 관계를 수립하기 시작했다. 성좌는 그 이전 수 세기 동안 교황령을 직접 주권적으로 통치해 왔고 현재는 바티칸 시국의 영토를 직접 주권적으로 통치하고 있다.
성좌는 이탈리아 왕국이 로마를 합병한 1870년부터 현재의 바티칸 시국을 수립한 라테라노 조약이 비준된 1929년 사이에 영토가 없었다. 바티칸의 죄수라고 부르는 이 시기에 일부 국가는 성좌와의 외교 관계를 중단했지만 다른 국가는 성좌와의 외교 관계를 유지했거나 또는 처음으로 수립했거나 단절된 뒤에 재수립했다. 1870년부터 1929년 사이에 성좌와의 외교 관계를 맺은 국가의 수는 16개국에서 27개국으로 거의 2배 수준으로 늘어났다.
성좌는 2023년 기준으로 184개국과 외교 관계를 맺고 있다. 여기에는 181개 유엔 회원국, 유엔 총회 옵서버인 팔레스타인, 미승인 국가인 중화민국(대만), 뉴질랜드와 자유연합 관계에 있는 유엔 비회원국인 쿡 제도가 포함된다. 또한 성좌는 주권 기관인 몰타 기사단, 초국가적 연합인 유럽 연합과의 관계도 유지하고 있다. 이탈리아 로마에 교황청 대사관을 둔 나라는 총 91개국이다.
성좌는 현재 12개 유엔 회원국(중화인민공화국, 조선민주주의인민공화국, 베트남, 라오스, 사우디아라비아, 브루나이, 아프가니스탄, 몰디브, 코모로, 소말리아, 부탄, 투발루)과는 외교 관계가 없다. 이 가운데 중화인민공화국, 조선민주주의인민공화국, 몰디브, 부탄과는 어떠한 종류의 관계도 없다. 다만 베트남 정부와의 협의에 따라 베트남에 비상주 교황 대표를 두고 있다. 또한 사우디아라비아, 브루나이, 아프가니스탄, 소말리아와는 외교 관계가 없음에도 불구하고 공식적인 접촉을 맺고 있다.
성좌는 또한 각 국가 정부에 공인되지 않고 비공식적이고 비외교적 자격으로만 활동하는 일부 지역 로마 가톨릭교회 공동체에 대한 사도 대표를 유지하고 있다. 이러한 비외교적 대표가 활동하는 지역 및 국가는 다음과 같다: 브루나이, 코모로, 라오스, 몰디브, 소말리아, 베트남, 예루살렘 및 팔레스타인 영토(팔레스타인), 태평양(투발루, 니우에를 포함한 속령), 아라비아반도(사우디아라비아 내 외국인 공동체), 앤틸리스 제도(속령), 코소보 사도 대표, 서사하라 사도 지부(사하라 아랍 민주 공화국).
| 국기     | 수교 | 관계                                        |
| -------- | ---- | ------------------------------------------- |
| 대한민국 |      | 이 부분의 본문은 대한민국-성좌 관계 입니다. |
| 일본     |      | 이 부분의 본문은 성좌-일본 관계 입니다.     |
| 이탈리아 |      | 이 부분의 본문은 성좌-이탈리아 관계 입니다. |
| 중국     |      | 이 부분의 본문은 성좌-중국 관계 입니다.     |
| 대만     |      | 이 부분의 본문은 대만-성좌 관계 입니다.     |

## 같이 보기
- 국무원 (교황청)
- 교황청 대사관
- 성좌의 재외공관 목록
- 성좌 주재 외국공관 목록